# Peerless Cars
Peerless Cars Limited – dawne brytyjskie przedsiębiorstwo zajmujące się produkcją samochodów. Istniało w latach 1957 - 1960, montowało tylko jeden model sportowego samochodu Peerless GT.
Model Peerless GT został zaprojektowany przez konstruktora Bernie Rodgera początkowo pod nazwą "Warwick" dla spółki założonej przez Johna Gordona i Jamesa Byrnesa. Bazował na podzespołach modelu Triumph TR3. Nadwozie zbudowano z włókna szklanego. Pojazd miał dobre osiągi, ale krytykowano go za niską jakość wykonania. Ogółem zbudowano 325 sztuk tego auta. Wzięto udział w wyścigu 24 godziny Le Mans w 1958 roku. Ukończono go, ale na 16 miejscu.
W roku 1960 Bernie Rodger usiłował wznowić produkcję z ulepszonym wykonaniem tego auta pod pierwotną marką Warwick. Zaś John Gordon wraz z nowym wspólnikiem Jimem Keeble na bazie konstrukcji Peerless GT zaczęli produkować własne modele pod marką Gordon-Keeble.

## Dane techniczne
- silnik czterocylindrowy, rzędowy
- pojemność 1991 cm3
- osiągi 100 KM (74 Kw)
- rozstaw osi 2,4 m